# クレティアン＝ギヨーム・ド・ラモワニョン・ド・マルゼルブ

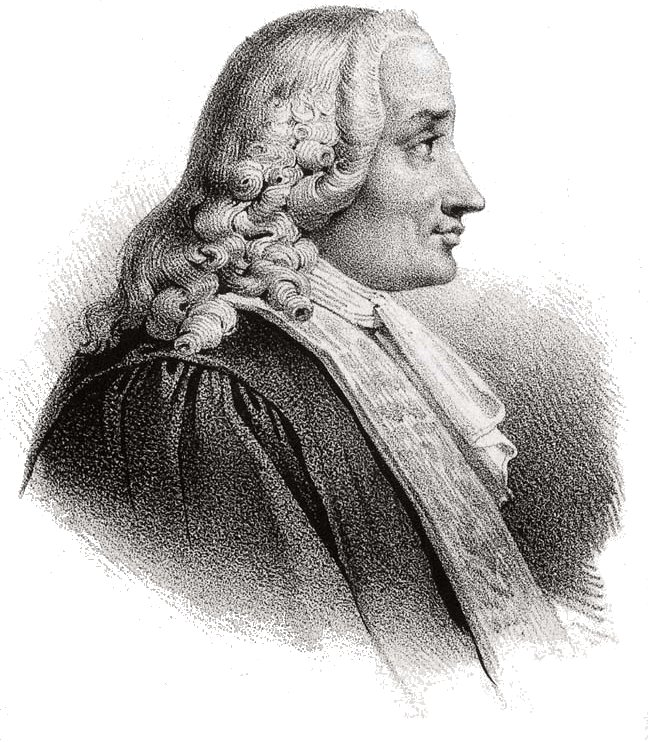

クレティアン＝ギヨーム・ド・ラモワニョン・ド・マルゼルブ(Guillaume-Chrétien de Lamoignon de Malesherbes、1721年12月6日 - 1794年4月22日）は、18世紀フランスの政治家。租税法院長、出版統制局長、国務大臣を歴任。フランス革命中にルイ16世の弁護人を引き受け、ルイ16世の処刑後に刑死。出版統制局長時代に『百科全書』やルソーの著作が次々と発表されたが、キリスト教勢力の反対のなかで、それらを擁護した。

## 生涯
1721年、法服貴族名門ラモワニョン家に生まれる。父はギヨーム・ド・ラモワニョン・ド・ブランメニル(1683年-1772年)。
1741年代訴官長代理に任じられる。1744年パリ高等法院の評定官となる。1750年、尚書局長に就任した父の跡を継いで租税法院長に就任。またほぼ同時に尚書局長に属する出版統制局長を兼任。マルゼルブの出版統制局長時代には、ディドロ、ダランベールが編集した『百科全書』の刊行開始(1751年)、またコンディヤック『感覚論』(1754年)、ルソー『人間不平等起源論』(1755年)『新エロイーズ』(1761年)『エミール』(1762年) 、エルヴェシウス『精神論』(1758年)、ヴォルテール『カンディード』(1759年)と、フランス18世紀思想を代表する書籍が次々に出版されたが、キリスト教勢力を抑えながら、それらがスムーズに刊行されるよう配慮した。しかし、マルゼルブの配慮にもかかわらず、1758年『精神論』の出版許可が取り消され、1759年『百科全書』が刊行停止に追い込まれた。
1763年、父ギヨーム・ド・ラモワニョン・ド・ブランメニルがルイ15世の不興をかって追放されたため、出版統制局長を退任。1771年、租税法院廃止にともない同法院長を退任。
1775年1月、アカデミー・フランセーズに入会。同年7月、ルイ16世の宮内大臣に就任、翌年財務総監テュルゴーとともに大臣を辞職。1787年、国務大臣に再任、翌年辞職。この二度の大臣在職期間中、マルゼルブの意見はほとんど顧みられることがなかった。 二度目の大臣を辞職する頃『出版自由論』を執筆。その主旨は、「真理の発見のためには国民の自由な討論が不可欠であり、その自由な討論のためには出版の自由が不可欠である」というものであった。 
しかし1789年にフランス革命がはじまると、1792年、誰も引き受け手のなかったルイ16世の弁護人を引き受けた。ルイ16世は「わたしがもしまだ玉座を占めているなら、それを貴殿とわかち、わたしに残されている半分の玉座とふさわしくなるでありましょうに」とマルゼルブに感謝した。しかし1793年1月ルイ16世は処刑され、その処刑後マルゼルブは田舎に引きこもっていたが、12月に逮捕、翌1794年4月22日に処刑された。

## 現代への反響
パリのマルゼルブ大通りおよび地下鉄のマルゼルブ駅の名称は、彼にちなむ。
リュック・ランメステルによる架空の回想録『私はどれほどあなたの言うことをきかなかったか! (Que ne vous-ai je écouté !)』が出版されている。(Luc Rentmeesters, Paris, Editions Persée)
トケイソウ科のマレシェルビア属（旧マレシェルビア科）は彼にちなむ。